# Izz ad-Dín Ibn al-Aszír
Izz ad-Dín Ibn al-Aszír (arab betűkkel ابن الأثير عز الدين – ʿIzz ad-Dīn Ibn al-Aṯīr), eredeti nevén Abu l-Haszan Ali ibn Muhammad al-Dzsazari s-Sajbáni (arab betűkkel  أبو الحسن علي بن محمد الجزري الشيباني –  Abū l-Ḥasan ʿAlī ibn Muḥammad al-Ǧazarī š-Šaybānī; Dzsazírat Ibn Umar, 1160. május 13. – Moszul, 1233 májusa/júniusa) arab történetíró, a vallástudós Madzsd ad-Dín Ibn al-Aszír öccse és a vezírként és irodalomkritikusként ismert Dijá ad-Dín Ibn al-Aszír bátyja volt.

## Élete
Felső-mezopotámiai (dzsazírai) arab családból, a Sajbán törzsből származott. Apja, Muhammad ibn Abd al-Karím a moszuli székhelyű Zangidák szolgálatában állt. Dzsazírat Ibn Umar városában volt magas rangú hivatalnok, és birtokai is voltak a város körül. Izz ad-Dín bátyjához hasonlóan Moszulban töltötte élete nagy részét, de két fivérével ellentétben nem lépett állami szolgálatba, hanem a tudományos tevékenységnek szentelte életét. 1188-ban Szaladin keresztesek elleni seregében harcolt, később követként és mekkai zarándokként többször megfordult Bagdadban is. Élete vége felé, 1228 és 1231 között – egy egyéves damaszkuszi utazást leszámítva – az aleppói ajjúbida uralkodó, al-Azíz vendégszeretetét élvezte. Itt találkozott az életrajz- és földrajzi író Jákúttal is, aki röviddel halála előtt őt bízta meg könyvtárának Bagdadba szállításával, amit meg is tett, bár a híradások szerint nem túl hozzáértő módon. Aleppóból hazatérve két éven belül ő is meghalt.

## Munkássága
Ibn al-Aszír leghíresebb munkája „A teljes” (al-Kámil) címet viseli, ebben széles forrásanyagot és saját ismereteit felhasználva írta meg a világ történetét a teremtéstől 1231-ig annalisztikus formában. Művének első része Tabari történeti munkáján alapszik, a későbbiekben viszont már több forrást is használ, de ezeket általában nem tünteti fel. Ennek és az annalisztikus forma jelentette korlátok ellenére munkája értékes, alapos forrás. Szintén történeti témában írta „A pompás” (al-Báhir) című művét: ebben az atyját és fivéreit alkalmazó zangida atabégek történetét írta meg jórészt a családi tapasztalatok alapján. Egyéb írásai között régebbi művek alapján készült kézikönyvek szerepelnek, így asz-Szamaáni „Leszármazások” (Anszáb) című genealógiai munkájának bővítése, vagy a Mohamed próféta társairól írott gyűjtemények (pl. „A lényeg” [al-Lubáb], „Az erdő oroszlánjai” [Uszd al-gába]. Utóbbi ötkötetes munka, amely 7500 „társ” életét foglalja össze).